# ビルマにおける裁判
ビルマにおける裁判（原題：Trials in Burma）は、アイルランド出身のイギリス人作家モーリス・コーリスが、大英帝国の植民地支配下のビルマに地方行政官として赴いた1929年から30年にかけて経験した出来事を1937年に著した回顧録である。

## 作品の背景
コーリスは1920年代にアラカン、サガインなどを経て、1929年から1930年にかけてラングーンの地方長官を務めたが、この時期はビルマ人、インド人、イギリス人の関係が特に難しくなっていた。彼は、インドのカルカッタ市長のジャティンドラ・モハン・セングプタが、1930年にラングーンを短期間訪問した際に行った即興のスピーチが原因で、扇動罪で政治裁判にかけられたことや、ビルマ人に対するイギリスの商人や陸軍将校の根本的な態度を明るみに出したために政治的に問題になった2つの刑事裁判に特に注目した。
この裁判は、ビルマ人に対する英国商人や陸軍将校の根本的な態度（この態度は、まもなくジョージ・オーウェルの『ビルマの日々』でフィクションとして暴露されることになる）を明るみに出したため、政治的な圧力を受けることになった。コーリスの判決は（彼自身の分析によれば）当時のビルマ英国政府にとって喜ばしいものではなかったが、特に彼の上司であるペグー地区弁務官、ブース・グレイブリーの不興を買った。これらの裁判の最後の判決を下した後、コーリスは急遽、物品管理局長のポストに左遷された。

## ジョージ・オーウェルの書評
この作品の書評を1938年3月9日発行の「リスナー」誌でジョージ・オーウェルが行っている：
この本は地味な本だが、我々のような帝国の役人が直面するジレンマを、非常に明瞭に描き出している。コーリス氏は、1930年ごろの混乱期にラングーンの地方検事だった。彼は、世間の注目を浴びるような事件を扱わなければならなかった。そして、法律の文言を守り、同時にヨーロッパの世論を満足させることが現実的に不可能であることをすぐに理解した。ついに、イギリス陸軍士官を自動車運転上の過失で禁固3ヵ月に処したことで、叱責され、急遽、別のポストに異動させられた。同じ罪を犯した場合、ネイティブであれば当然のように投獄されていただろう。
実は、インドのすべての英国人判事は、ヨーロッパ人と先住民の利害が衝突する事件を裁かなければならないとき、誤った立場に立たされる。理論的には公平な司法制度を運営しているのだが、実際にはイギリスの利益を守るために存在する巨大な機械の一部であり、自分の誠実さを犠牲にするか、自分のキャリアを損なうかの選択を迫られることが多いのである。しかし、インドの公務員は非常に高い伝統を誇っているため、インドの法律は予想以上に公平に運用されている--ちなみに、経済界を喜ばせるにはあまりに公平すぎる。
この本の新版は1945年に出版された。1945年5月14日付けで著者が書いた序文があり、この本が最初に出版されてからのビルマでの出来事についてコメントしている。

## 参照
- ビルマの日々（英語版）